# Фьюгейт, Роберт
Роберт Фьюгейт (род. 1943 год, Дженкинс) — американский физик и экспериментатор, доктор философии, заслуженный профессор горно-технологического института штата Нью-Мексико, внесший значительный вклад в развитие систем адаптивной оптики.

## Биография

### Детство
Родился в городе Дженкинс, штата Кентукки в 1943 году, откуда переехал в город Дэйтон с семьёй после окончания Второй мировой войны. Большое влияние на него оказал отец, учитель математики старшей школы, во время войны служивший пилотом в ВВС США.
В раннем возрасте Фьюгейт демонстрировал необычные для своего возраста способности . В возрасте 8 лет он заинтересовался радиолюбительством. С одобрения отца он прошёл тест Федеральной комиссии по связи для получения лицензии на любительскую радиосвязь. В 13 лет он купил на блошином рынке подержанный телескоп Unitron. Во время учёбы в старшей школе его интерес к науке продолжал расти.

### Институт
Фьюгейт хотел стать физиком, поэтому отказался от 4-летней стипендии NCR на обучение инженерному делу в Университете Цинциннати, которой он был награждён за успехи в учёбе, несмотря на то, что он мог получить хорошую работу после этого университета. Вместо этого он выбрал для поступления в Технологический институт Кейса в Кливленде.
В институте он много времени проводил за использованием студенческого телескопа в обсерватории Уорнера и Свейси, находящейся неподалёку от Кливленда. В 1965 году Фьюгейт окончил институт со степенью бакалавра экспериментальной физики, посвятив свою диссертацию наблюдениям за хлоридом натрия при температуре 77 К. На её основе фьюгейт написал статью, опубликованную в 1966 году в Журнале физики и химии твёрдых тел. Был награждён призом Дейтона Миллера за лучшую диссертацию и получил стипендию NASA в университете штата Айова.

### Работа
В начале своей карьеры Фьюгейт работал в лаборатории авионики базы ВВС Райт-Паттерсон в Дэйтоне. Помимо прочего он занимался изучением рэлеевского рассеяния высокоэнергетичных лазеров. Целью изучения была разработка системы оповещения пилотов о наведении при помощи лазера на их самолёты. Эта работа дала Фьюгейту опыт экспериментальных исследований.
Осенью 1978 года Фьюгейт был переведён из лаборатории авионики в лабораторию вооружений, где возглавил отдел импульсных лазерных систем. Эта должность потребовала выполнения большого объёма управленческой работы, что не устранивало Фьюгейта и уже к ноябрю 1978 года он согласился на постоянный перевод на базу ВВС в Киртланде, где выполнял временный контракт ещё летом.
Там он занялся исследованиями различных проблем, возникающих при контроле за лазерными лучами в комплексе SOR (Starfire Optical Range), к тому времени находившемся в заброшенном состоянии. Следующие три года Фьюгейт потратил на модернизацию SOR и исследования управления импульсными лучами. Одной из основных целей его экспериментов было измерение влияния турбулентности атмосферы на импульсные коротковолновые лазеры на парах меди.
В 1983 г. Фьюгейт занимался запуском эксперимента, получившего название «Advanced Tag Team Phase I Experiment», целью которого являлось совершенствование оборудования и программного обеспечения для измерения влияния турбулентности на искажения волнового фронта лазерного луча. Полученные данные были использованы в дальнейшем при разработке последующих наземных коротковолновых лазерных систем вооружения.
Уже в 1981 году стало ясно, что навыки Фьюгейта, полученные в ходе его работы в SOR помогут в разработке новых систем адаптивной оптики, исследование которых финансировалось DARPA. Эксперименты Фьюгейта в обновлённом комплексе SOR привели к запуску программы адаптивной оптики в лаборатории вооружений воздушных сил (англ. Air Force Weapons Laboratory) базы ВВС в Киртланде.
В 1982 году DARPA профинансировала исследование в SOR одного из механизмов создания искусственных опорных звёзд (основанного на релеевском рассеянии), используемых для коррекции искажений волнового фронта, обусловленных турбулентностью. В ходе этих исследований выяснялось, можно ли использовать обратное релеевское рассеяние лазерного луча, сфокусированного на высоте 5 километров, для точного измерения степени искажения волнового фронта лазера. Для исследований Фьюгейтом был использован находящийся в свободной продаже Nd:YAG-лазер удвоенной частоты, удовлетворяющий необходимым требованиям по качеству производимого светового пучка.
Результаты этих исследований были получены группой учёных под руководством Фьюгейта в декабре 1983 года. Они показали, что опорные звёзды, получаемые таким образом, можно использовать при измерении искажений волнового фронта, обусловленных атмосферной турбулентностью. Несмотря на это, не было представлено методов исправления этих искажений. Только в 1989 году, после применения SOR 1,5-метрового телескопа, было успешно применена система адаптивной оптики, позволившая их скорректировать. Пока же результаты исследований сильно упростили разработку наземных лазеров, способных перехватывать спутники. 
Вышеназванный телескоп заменил 60-сантиметровое зеркало с 40-сантиметровыми дополнительным зеркалом, которые использовались для всех предыдущих экспериментов. Получить его было непросто: Фьюгейту пришлось лично убеждать главу отдела направленной энергии (англ. directed-energy section) стратегической оборонной инициативы Тома Мейера в том, что телескоп нужен не только для исследований в области адаптивной оптики, но и для исследования технологий борьбы с советскими спутниками. Разработка и строительство телескопа заняли два года и в мае 1987 года он был доставлен в SOR.
Прежде ни Фьюгейт, ни его подчинённые не работали с телескопами такого размера. Поэтому учёный обратился за помощью к Джиму Майо, возглавлявшему отдел оптической инженерии (англ. Optical Engineering group) фирмы Logicon RDA в Альбукерке. Получив от него подтверждение того, что телескоп работает так, как это требуется, Фьюгейт начал планировать эксперименты. Первая успешная серия экспериментов, объединённых общим названием Generation I (или Gen I), продолжалась около года с июня 1989 по май 1990 года. Следующая серия экспериментов, Generation II, проводилась с февраля по май 1992 года. Обе серии экспериментов продемонстрировали, что системы адаптивной оптики способны непрерывно корректировать искажения, вызванные турбулентностью, при помощи использования метода опорной звезды. Вторая серия экспериментов проводилась уже после расформирования лаборатории вооружений, под руководством лаборатории Филлипса.
После публикации результатов этих экспериментов Фьюгейт и члены его научной группы продолжили работу в интересах ВВС — во многом для того, чтобы использовать SOR.

Мы обладаем уникальным набором возможностей, и оборудованием, которого просто не существует в других местах, и возможностью изучить, какие существуют проблемы и как мы можем помочь решить эти проблемы.Оригинальный текст (англ.)We have a unique set of capabilities and equipment, that just doesn’t exist at other places, and opportunities to look into what kind of problems exist and how we can help solve those problems.
— Роберт Фьюгейт
В настоящее время Роберт Фьюгейт живёт в Альбукерке.

## Вклад в науку и награды
Эксперименты Фьюгейта в Нью-Мексико по исследованию механизмов создания искусственных опорных звёзд внесли фундаментальный вклад в развитие адаптивной оптики. За данную работу Фьюгейт получил премию Гиллера — высшую награду, которой мог быть награждён учёный за заслуги перед лабораторией. Руководство СОИ признало эти эксперименты крупным техническим прорывом, необходимым для разработки высокоэнергетических коротковолновых лазеров. Результаты этих экспериментов были рассекречены в 1991 году.
В 1992 году работы возглавляемой Фьюгейтом группы были отобраны из числа более 40 номинантов и названа одной из двух лучших научных и технологических проектов ВВС.
Программа исследований Фьюгейта укрепила репутацию ВВС в научных кругах. Под руководством Фьюгейта SOR стала наиболее продвинутой военной системой адаптивной оптики в США. В результате исследований в SOR Фьюгейт был признан мировым лидером в области адаптивной оптики.